# Đường Lâm
Đường Lâm là một xã thuộc thị xã Sơn Tây, thành phố Hà Nội, Việt Nam.

## Địa lý
Đường Lâm nằm bên hữu ngạn sông Hồng (bờ phía Nam), cạnh đường Quốc lộ 32, tại ngã ba giao cắt với Quốc lộ 21A. Xã cách Hà Nội 50 km về phía Tây. Sông Tích Giang chảy từ hướng hồ Suối Hai qua Đường Lâm để vào thị xã Sơn Tây.
Phía Tây và Tây Bắc giáp xã Cam Thượng huyện Ba Vì
Phía Tây Nam giáp xã Xuân Sơn
Phía Nam giáp xã Thanh Mỹ
Phía Đông Nam giáp phường Trung Hưng
Phía Đông giáp phường Phú Thịnh
Phía Bắc giáp huyện Vĩnh Tường, tỉnh Vĩnh Phúc

## Tên gọi
Là một xã mới thành lập sau tháng 8 - 1945 trên cơ sở các xã cũ của tổng Cam Giá Thịnh (hoặc Cam Giá Hạ).
Trong suốt lịch sử, vùng đất này chưa bao giờ có tên là Đường Lâm cho đến ngày 21.11.1964, xã Phùng Hưng được chính thức đổi thành xã Đường Lâm

## Hành chính
Trong số 9 thôn thuộc xã Đường Lâm hiện nay có 5 thôn thực sự là những làng cổ: Cam Thịnh (gọi tắt từ Cam Giá Thịnh), Cam Lâm (trước gọi là Cam Tuyền), Đoài Giáp, Đông Sàng và Mông Phụ. 4 thôn kia thì tương đối mới: vào nửa đầu thế kỷ 19, Phụ Khang là một xóm biệt lập của Mông Phụ; vốn là xóm cũ của Đông Sàng và Cam Thịnh, 2 làng Hà Tân và Hưng Thịnh được biến thành thôn cách đây khoảng 30 - 40 mươi năm; còn Văn Miếu thì mới tách ra từ Mông Phụ cách đây chưa đến mươi năm.

## Lịch sử
Đường Lâm trở thành làng cổ đầu tiên ở Việt Nam được Nhà nước trao bằng Di tích lịch sử văn hóa quốc gia ngày 19 tháng 5 năm 2006.
Đây là quê hương nhiều danh nhân như bà Man Thiện (mẹ của hai Bà Trưng), Bố Cái Đại vương Phùng Hưng, vua Ngô Quyền, Thám hoa Giang Văn Minh, bà chúa Mía (người xây chùa Mía, vương phi của chúa Trịnh Tráng), Phan Kế Toại, Hà Kế Tấn, Kiều Mậu Hãn, Phan Kế An,... Đường Lâm còn được gọi là đất hai vua do là nơi sinh ra Phùng Hưng và Ngô Quyền.
Tuy thường được gọi là làng cổ nhưng thực ra Đường Lâm từ xưa gồm 9 làng thuộc tổng Cam Giá Thịnh huyện Phúc Thọ trấn Sơn Tây, trong đó 5 làng Mông Phụ, Đông Sàng, Cam Thịnh, Đoài Giáp và Cam Lâm liền kề nhau. Các làng này gắn kết với nhau thành một thể thống nhất với phong tục, tập quán, và tín ngưỡng hàng ngàn năm nay không hề thay đổi. Đầu thế kỷ 19, Đường Lâm là nơi đặt lỵ sở của trấn Sơn Tây.
Sách Đại Việt địa dư toàn biên, Nguyễn Văn Siêu viết: "... Bố Cái Đại Vương là Phùng Hưng. Tiền Ngô Vương Quyền đều là người Đường Lâm. Nay xã Cam Lâm, tổng Cam Giá, huyện Phúc Thọ (xã Cam Lâm trước là xã Cam Tuyền) có 2 đền thờ Bố Cái Đại Vương và Tiền Ngô Vương. Còn có một bia khắc rằng: Bản xã đất ở rừng rậm, đời xưa gọi là Đường Lâm, đời đời có anh hào. Đời nhà Đường có Phùng Vương tên húy Hưng, đời Ngũ Đại có Ngô Vương tên húy Quyền. Hai vương cùng một làng, từ xưa không có. Uy đức còn mãi, miếu mạo như cũ. Niên hiệu đề là Quang Thái năm thứ 3 (Trần Thuận Tông-1390) mùa xuân tháng 2, ngày 18 làm bia này..."

## Di sản kiến trúc
Ngày nay, làng Đường Lâm vẫn giữ được hầu hết các đặc trưng cơ bản của một ngôi làng người Việt với cổng làng, cây đa, bến nước, sân đình, chùa, miếu, điếm canh, giếng nước, ruộng nước, gò đồi. Hệ thống đường sá của Đường Lâm rất đặc biệt vì chúng có hình xương cá. Với cấu trúc này, nếu đi từ đình sẽ không bao giờ quay lưng vào cửa Thánh.
Một điểm đặc biệt là Đường Lâm còn giữ được một cổng làng cổ ở làng Mông Phụ. Đây không phải là một cổng làng như các cổng làng khác ở vùng Bắc Bộ có gác ở trên mái với những mái vòm cuốn tò vò mà chỉ là một ngôi nhà hai mái đốc nằm ngay trên đường vào làng. Cũng ở làng Mông Phụ có đình Mông Phụ - được xây dựng năm 1684 (niên hiệu Vĩnh Tộ đời vua Lê Hy Tông) - là ngôi đình đặc trưng cho đình Việt truyền thống. Sân đình thấp hơn mặt bằng xung quanh nên khi trời mưa, nước chảy vào sân rồi thoát ra theo hai cống ở bên tạo thành hình tượng hai râu rồng. Hàng năm, đình tổ chức lễ hội từ mùng Một đến mùng Mười tháng Giêng âm lịch với các trò chơi như thu lợn thờ, thi gà thờ,...
Về nhà cổ, ở Đường Lâm có 956 ngôi nhà truyền thống trong đó các làng Đông Sàng, Mông Phụ và Cam Thịnh lần lượt có 441, 350 và 165 nhà. Cò nhiều ngôi nhà được xây dựng từ rất lâu (năm 1649, 1703, 1850,...). Đặc trưng của nhà cổ truyền thống ở đây là tất cả đều được xây từ những khối xây bằng đá ong.
Trong số 8 di tích lịch sử - văn hóa ở Đường Lâm (có đình Mông Phụ), chùa Mía (tức Sùng Nghiêm tự) được Bộ Văn hóa Thông tin xếp vào loại đặc biệt. Chùa có 287 pho tượng gồm 6 tượng đồng, 107 tượng gỗ và 174 tượng đất (làm từ đất sét, thân và rễ cây si).

### Văn miếu Sơn Tây
Văn miếu Sơn Tây là văn miếu cấp vùng của cả vùng xứ Đoài, trước thời nhà Nguyễn cho tới năm 1831, là một trong 4 văn miếu của tứ trấn Thăng Long. Năm 1831 tỉnh Sơn Tây nhà Nguyễn được thành lập, nó trở thành Văn miếu của tỉnh Sơn Tây nhà Nguyễn, thời này nó được đặt ở làng Cam Giá Thịnh (tức thôn Cam Thịnh Đường Lâm ngày nay). Đến tháng 7 âm lịch năm Đinh Mùi, niên hiệu Thiệu Trị thứ 7 (1847), Văn miếu tỉnh Sơn Tây được dời từ Cam Thịnh đến làng (tức xã thời Nguyễn) Mông Phụ thuộc tổng Cam Giá Thịnh, vị trí này nay trùng với vị trí Văn miếu phục dựng năm 2012 thôn Văn miếu xã Đường Lâm. Thời gian này Nguyễn Đăng Giai làm tổng đốc Sơn Hưng Tuyên cho di dời. Năm Thành Thái thứ 3 (1891), tổng đốc Sơn Hưng Tuyên Cao Xuân Dục cho trùng tu lại tại vị trí năm 1847. Tới thời năm 1947, do chủ trương tiêu thổ kháng chiến chống Pháp của Việt Minh và do chiến tranh tàn phá những năm 1947-1954 di tích này không còn tồn tại. Thời Cộng hòa Xã hội chủ nghĩa Việt Nam trước năm 2012, trên nền di tích chính quyền cho xây dựng một cơ sở cao 7 tầng để chế biến thức ăn và chăn nuôi gia xúc gia cầm (bảo tồn giống gà Mía đặc sản địa phương). Năm 2012, chính quyền thành phố Hà Nội cho di dời cơ sở chăn nuôi này đi chỗ khác để phục dựng lại Văn miếu Sơn Tây.

## Nghề truyền thống
Nghề làm tương ở đây cũng rất nổi tiếng và chất lượng tương của làng không hề thua kém các làng làm tương khác như làng Bần Yên Nhân (Hưng Yên), Cự Đà (Thanh Oai, Hà Tây...).Ngoài ra còn nổi tiếng vời loại kẹo dồi, kẹo lạc, chè lam thơm ngon, đặc sản. Đường lâm cũng nổi tiếng với món thịt quay đòn, hương vị đặc biệt mà chỉ nơi đây mới có.

## Thông tin khác
Một số tư liệu mới nhất hiện nay, đặc biệt là tham luận hội thảo dày dặn của PGS.TS. Trần Ngọc Vương (Đại học Khoa học Xã hội và Nhân văn thuộc Đại học Quốc gia Hà Nội), Nguyễn Tô Lan và Trần Trọng Dương (Viện nghiên cứu Hán Nôm) tại Hội thảo khoa học quốc tế Quốc sư Khuông Việt và Phật giáo Việt Nam đầu kỷ nguyên độc lập khẳng định rất có thể không phải Đường Lâm, Sơn Tây là quê hương của Phùng Hưng và Ngô Quyền, mà là châu Đường Lâm (còn có tên là châu Phúc Lộc), nằm phía tây nam Ái Châu. Theo đó, xã Đường Lâm ở Sơn Tây thực chất là một địa danh chỉ mới xuất hiện đầu thế kỷ 20, trên cơ sở hợp nhất một số làng, và địa danh Đường Lâm đất hai vua phải là châu Đường Lâm, vùng đất nay thuộc các huyện Thọ Xuân, Thường Xuân của tỉnh Thanh Hóa. Những dữ kiện cơ sở cho việc Đường Lâm, Sơn Tây được công nhận là quê hương Phùng Hưng, Ngô Quyền dựa trên một tấm bia đá nhưng tấm bia này là ngụy tạo.